# 빗장밑동맥
인체 해부학에서 빗장밑동맥(subclavian artery) 또는 쇄골하동맥(鎖骨下動脈)은 빗장뼈 아래의 상부 흉부의 주요 동맥으로, 오른쪽과 왼쪽의 한 쌍을 이루며 존재한다. 빗장밑동맥은 대동맥활에서 혈액을 받는다. 왼쪽 빗장밑동맥은 왼팔에 혈액을 공급하고 오른쪽 빗장밑동맥은 오른쪽 팔에 혈액을 공급하며 빗장밑동맥의 일부 가지는 머리와 흉부에 혈액을 공급한다. 왼쪽 빗장밑동맥은 대동맥활에서 직접 나오며, 오른쪽 빗장밑동맥은 상대적으로 짧은 팔머리동맥에서 오른쪽 온목동맥과 오른쪽 빗장밑동맥으로 나눠지며 나온다.
몸의 양쪽에 있는 빗장밑동맥의 일반적인 가지는 척추동맥, 속가슴동맥, 갑상목동맥, 목갈비동맥, 등쪽어깨동맥이다. 등쪽어깨동맥은 갑상목동맥의 가지인 가로목동맥에서 갈라져 나올 수도 있다. 빗장밑동맥은 첫째 갈비뼈의 가쪽 경계에서 겨드랑동맥이 된다.

## 구조
빗장밑동맥은 앞쪽목갈비근과 중간목갈비근 사이를 통과하면서 가쪽으로 주행한다. 이때 빗장밑동맥의 앞쪽에는 앞목갈비근이 있고 뒤쪽에는 중간목갈비근이 위치한다. 이런 위치 관계는 빗장밑정맥이 앞목갈비근의 앞쪽으로 이동하는 것과 비교된다. 빗장밑동맥이 첫째 갈비뼈의 가쪽 경계를 가로지르면서 겨드랑동맥이 된다.
오른쪽 빗장밑동맥은 오른쪽 복장빗장관절 뒤에 있는 팔머리동맥에서 갈라져 나오지만, 왼쪽에서는 대동맥활에서 직접 갈라져 나온다. 따라서 양쪽의 빗장밑동맥은 주행 경로의 첫 번째 부분에서 길이, 방향, 인접 구조물과의 관계가 다르다. 왼쪽 빗장밑동맥의 길이는 성인의 경우 약 9cm이고 오른쪽 빗장밑동맥의 길이는 약 6cm이다. 둘 다 너비는 9-12mm이다.

### 부분
설명을 쉽게 하기 위해 각 빗장밑동맥을 세 부분으로 나누어 설명하는 것이 일반적이다.
- 목갈비근 이전(prescalene) 부분이라고도 불리는 첫 번째 부분은[5] 혈관의 시작부터 앞목갈비근의 안쪽 경계까지로 정의된다.[2]
- 목갈비부분(scalene part)이라고도 하는 두 번째 부분은[5] 앞목갈비근 뒤에 있다.[2]
- 목갈비근 이후(postscalene) 부분이라고도 불리는 세 번째 부분은[5] 앞목갈비근의 가쪽 가장자리에서 첫째 갈비뼈의 가쪽 경계까지 뻗어 있으며, 첫째 갈비뼈 가쪽 경계를 지나면서 겨드랑동맥이 된다.[2][3]

양쪽 빗장밑동맥의 첫 번째 부분은 따로 설명해야 하지만 두 번째 부분과 세 번째 부분은 비슷하다.

#### 첫 번째 부분

##### 오른쪽 빗장밑동맥
오른쪽 빗장밑동맥의 첫 번째 부분은 오른쪽 복장빗장관절의 윗부분 뒤에 있는 팔머리동맥에서 시작한다. 팔머리동맥에서 일어난 첫 번째 부분은 앞목갈비근의 안쪽 가장자리까지 위가쪽으로 주행하여 빗장뼈 안쪽 부분보다 약간 위까지 올라간다.
이 부분은 외피, 얕은근막, 넓은목근, 깊은근막, 목빗근의 빗장부분이 이는 곳, 복장목뿔근, 복장방패근, 깊은근막의 또 다른 층으로 덮여 있다. 주행하는 도중에는 속목정맥, 척추정맥, 미주신경, 미주신경과 교감신경의 심장가지, 그리고 혈관 주위에 고리를 형성하는 교감신경줄기의 빗장밑고리가 이 부분을 가로질러 주행한다. 앞목정맥은 동맥 앞에서 바로 가쪽으로 향하지만 이들 사이에는 복장목뿔근과 복장방패근이 있으므로 서로 분리된 상태로 주행한다. 동맥의 아래뒤쪽에는 가슴막이 있는데, 가슴막은 동맥을 폐의 꼭대기에서 갈라진 채로 주행하게 만든다. 동맥 뒤에는 교감신경줄기, 긴목근, 첫째 등뼈 (T1)가 있다. 오른쪽 되돌이후두신경은 혈관의 아래쪽과 뒤쪽 부분을 감는다.

##### 왼쪽 빗장밑동맥
왼쪽 빗장밑동맥의 첫 번째 부분은 대동맥활, 왼쪽 온목동맥 뒤, 네 번째 등뼈 높이에서 시작된다. 그것은 위가슴세로칸에서 목의 뿌리까지 올라간 다음 앞목갈비근의 안쪽 경계에 대해 가쪽으로 휘어져 주행한다.
이 동맥의 앞쪽에는 미주신경, 심장신경, 이 동맥과 나란히 주행하는 가로막신경, 왼쪽온목동맥, 왼쪽 속목정맥, 왼쪽 척추정맥, 왼쪽 팔머리정맥의 시작 부분이 있으며, 복장방패근, 복장목뿔근, 목빗근으로 덮여 있다. 뒤쪽에는 식도, 가슴림프관, 왼쪽 되돌이후두신경, 교감신경줄기의 아래목신경절, 긴목근이 있다. 그러나 좀 더 위로 올라가면 식도와 가슴림프관은 오른쪽에 위치한다. 이 중 가슴림프관은 궁극적으로 빗장밑정맥과 속목정맥이 이루는 정맥각에 합류하기 위해 혈관 위로 휘어진다. 안쪽에는 식도, 기관, 가슴림프관, 왼쪽 되돌이후두신경이 있다. 가쪽에는 왼쪽 가슴막과 폐가 있다.

#### 두 번째 부분
빗장밑동맥의 두 번째 부분은 앞목갈비근 뒤에 있고 중간목갈비근 앞에 있다. 이 부분은 길이가 매우 짧고 혈관이 가장 높이 휘어지는 부분이다.
앞쪽에는 피부, 얕은근막, 넓은목근, 깊은 목근막, 목빗근, 앞목갈비근으로 덮여 있다. 목의 오른쪽에서 가로막신경은 앞목갈비근에 의해 동맥의 두 번째 부분과 떨어져 있게 되고 왼쪽에서는 앞목갈비근 안쪽 가장자리에 가까운 동맥의 첫 번째 부분을 가로질러 주행한다. 동맥 뒤에는 가슴막과 중간목갈비근이 있다. 동맥 위에는 팔신경얼기가 있다. 동맥 아래에는 가슴막이 있다. 빗장밑정맥은 동맥의 아래앞쪽에 있으며 앞목갈비근에 의해 동맥과 떨어져 주행한다.

#### 세 번째 부분
빗장밑동맥의 세 번째 부분은 앞목갈비근의 가쪽 가장자리에서 첫째 갈비뼈의 가쪽 경계까지 아래가쪽으로 뻗어 있으며, 첫째 갈비뼈 가쪽 경계를 지나면서 겨드랑동맥이 된다. 이 부분은 빗장밑동맥의 가장 얕은 부분이며 빗장밑삼각 안에 포함된다.
앞쪽에서는 피부, 얕은근막, 넓은목근, 빗장위신경, 깊은 목근막으로 덮여 있다. 바깥목정맥은 이 부분의 안쪽을 가로질러 동맥 앞에서 흔히 함께 신경얼기를 형성하는 가로어깨정맥, 가로목정맥, 앞목정맥과 합류한다. 정맥 뒤로는 빗장밑근으로 가는 신경이 동맥 앞에서 내려간다. 동맥의 끝부분은 빗장뼈와 빗장밑근 뒤에 있으며 가로어깨동맥과 정맥이 가로지른다. 빗장밑정맥은 동맥 앞에 있고 동맥보다 약간 낮은 높이에 있다. 뒤쪽에는 팔신경얼기의 아래줄기(inferior trunk)가 있으며, 팔신경얼기와 중간목갈비근 사이에 세 번째 부분이 끼어 있다. 위가쪽에는 팔신경얼기의 위줄기와 어깨목뿔근이 있다. 아래쪽에서는 첫 번째 갈비뼈의 윗면에 놓여 있다.

### 가지
빗장밑동맥은 척추동맥, 속가슴동맥, 갑상목동맥, 목갈비동맥, 등쪽어깨동맥, 총 5개의 중요한 동맥 가지들을 낸다.
| 부분                                                                  | 가지         | 비고 |
| --------------------------------------------------------------------- | ------------ | --- |
| 첫 번째 부분 시작 부분에서 앞목갈비근 안쪽 경계까지                   | 척추동맥     | 목뼈의 가로돌기구멍을 통해 위쪽으로 주행한 후, 반대쪽의 척추동맥과 합류하여 뇌바닥동맥을 형성하고 대뇌동맥고리로 합류한다.   |
| 첫 번째 부분 시작 부분에서 앞목갈비근 안쪽 경계까지                   | 속가슴동맥   | 갈비뼈 뒤에서 꼬리쪽으로 뻗어 앞쪽 갈비사이가지를 내고, 유방으로 혈관을 공급하고, 위배벽동맥과 근육가로막동맥을 내며 끝난다. |
| 첫 번째 부분 시작 부분에서 앞목갈비근 안쪽 경계까지                   | 갑상목동맥   | 매우 짧은 동맥으로, 아래갑상동맥, 어깨위동맥, 가로목동맥으로 나뉜다.                                                         |
| 두 번째 부분 앞목갈비근에 덮인 부분                                   | 목갈비동맥   | 위갈비사이동맥과 깊은목동맥으로 나뉜다.                                                                                      |

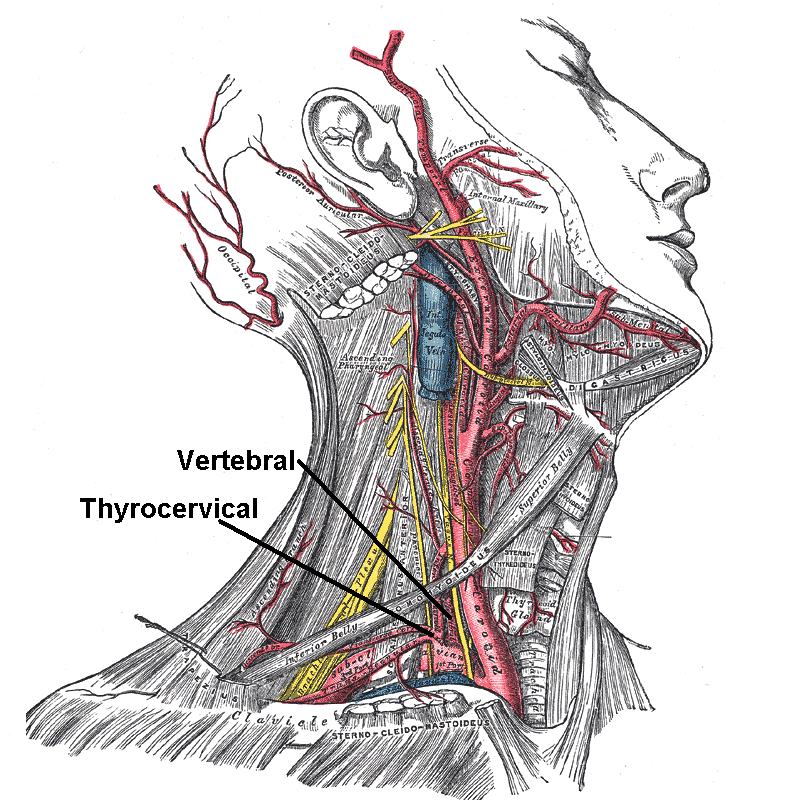
목동맥과 빗장밑동맥을 보여주는 오른쪽 목 얕은층의 해부도. 척추동맥의 가지와 갑상목동맥이 표시되어 있다. 속가슴동맥은 같은 부분에서 갈라지나 아래쪽에서 갈라지므로 이 그림에서 보이지 않는다.

| 세번째 부분 앞목갈비근의 가쪽 경계선과 첫째 갈비뼈의 가쪽 경계선 사이 | 등쪽어깨동맥 | 두 번째 또는 세 번째 부분에서 갈라져 나와 어깨올림근과 마름근에 혈액을 공급하기 위해 뒤쪽으로 주행한다.                      |

### 발생
발생학적으로 왼쪽 빗장밑동맥은 단순히 왼쪽 7번째 마디사이동맥(intersegmental artery)에서 발생한다. 반면 오른쪽 빗장밑동맥은 몸쪽에서 먼쪽 순서대로 다음과 같은 동맥들에서 발생한다.
1. 오른쪽 4번째 대동맥활
2. 오른쪽 등대동맥
3. 오른쪽 7번째 마디사이동맥

기본적으로 4번째 대동맥활과 등대동맥은 왼쪽에서 대동맥활을 형성하지만, 오른쪽 등대동맥은 오른쪽 7번째 마디사이동맥으로 퇴행하기 때문에 오른쪽에서 이 동맥들은 빗장밑동맥의 몸쪽 부분을 형성한다. 이런 식으로 생각하면 왼쪽 빗장밑동맥은 왼쪽 온목동맥의 지류이므로 팔머리동맥에서 발생하는 것이라고도 생각해볼 수 있다.

### 변이
빗장밑동맥은 그 기원, 경로 및 목에서 올라가는 높이가 다양하다.
팔머리동맥으로부터 오른쪽 빗장밑동맥이 시작되는 위치는 간혹 복장빗장관절 위, 드물게는 그 아래일 수 있다. 동맥은 대동맥궁에서 분리된 동맥으로서 시작될 수 있으며 이런 경우 대동맥궁에서 갈라지는 첫 번째, 두 번째, 세 번째 또는 마지막 가지일 수 있다. 대부분의 경우에서는 첫 번째 또는 마지막 가지이며 드물게 두 번째 또는 세 번째 가지이다. 빗장밑동맥이 대동맥궁의 첫 번째 가지일 때는 팔머리동맥의 정상적인 위치에 존재한다. 두 번째 또는 세 번째 가지일 때는 오른쪽 목동맥 뒤를 통과하여 빗장밑동맥의 일반적인 위치에 존재한다. 그리고 마지막 가지일 때는 대동맥궁의 왼쪽 끝에서 갈라져 나와 오른쪽을 향해 비스듬히 주행한다. 보통은 기관, 식도, 오른쪽 목동맥 뒤, 때로는 식도와 기관 사이를 지나 첫째 갈비뼈 위쪽 경계까지 주행하는 정상적인 경로를 따른다. 매우 드문 경우지만 이 혈관은 넷째 등뼈(T4) 높이에 있는 가슴대동맥에서 시작할 수 있다. 때때로 앞목갈비근을 관통하며 더욱 드물게 앞목갈비근 앞쪽을 통과할 수 있다. 때때로 빗장밑정맥은 앞목갈비근 뒤의 빗장밑동맥과 함께 주행한다. 동맥은 빗장뼈보다 4cm 더 위쪽까지 올라갈 수 있다. 오른쪽 빗장밑동맥이 일반적으로 왼쪽보다 높이 올라간다.
왼쪽 빗장밑동맥은 때때로 그 시작 부분에서 왼쪽 온목동맥과 연결되어 왼쪽 팔머리동맥을 형성한다.
왼쪽 빗장밑동맥은 주행 경로의 첫 번째 부분에서 오른쪽 빗장밑동맥보다 더 깊이 위치하며 일반적으로 목의 높은 부분까지 도달하지 않는다. 목빗근의 뒤쪽 경계는 앞목갈비근의 가쪽 경계와 거의 같으므로 수술 시 가장 접근하기 쉬운 부분인 빗장밑동맥의 세 번째 부분은 목빗근의 뒤쪽 경계 바로 옆에 위치한다.
몇몇 저자들은 빗장밑동맥이 7번째 마디사이동맥에서 일어난다고 설명한다.

## 기능
빗장밑동맥은 팔에 공급하는 대부분의 혈액을 운반한다. 또한 목과 뇌에 약간의 혈액을 공급한다.
빗장밑동맥의 압박은 흉곽출구증후군(TOS)의 원인이 될 수 있다.
빗장밑동맥은 동맥류에 취약할 수 있다.
빗장밑동맥 도루 증후군(subclavian steal syndrome)은 척추동맥이 빗장밑동맥에서 갈라지기 이전 지점에서 빗장밑동맥이 폐쇄 또는 협착되었을 때 발생한다. 이 질환은 혈액이 척추동맥을 통해 빗장밑동맥의 먼쪽으로, 즉 잘못된 방향으로 흐르게 할 수 있다. 이런 혈액의 잘못된 흐름은 감소된 압력에 의해 발생한다.
빗장밑동맥은 상대적으로 얕은 곳에 위치하며 초음파를 이용하여 관찰할 수 있다.

## 추가 이미지
위키미디어 공용에 빗장밑동맥 관련 미디어 분류가 있습니다.

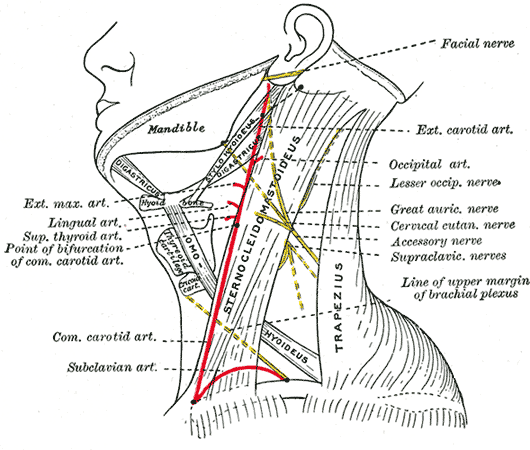
목의 가쪽, 표면의 주요 부분들이 표시되어 있다.
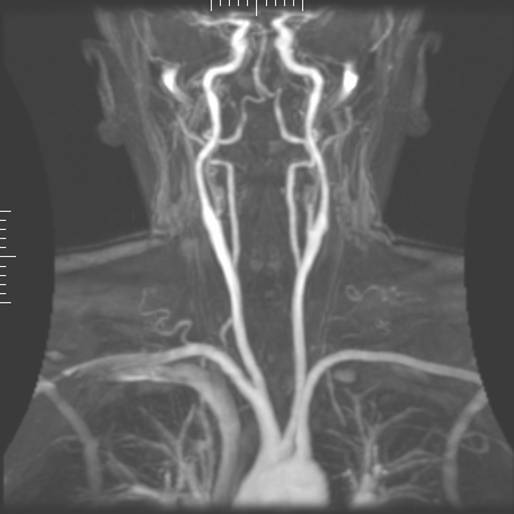
자기공명혈관조영술
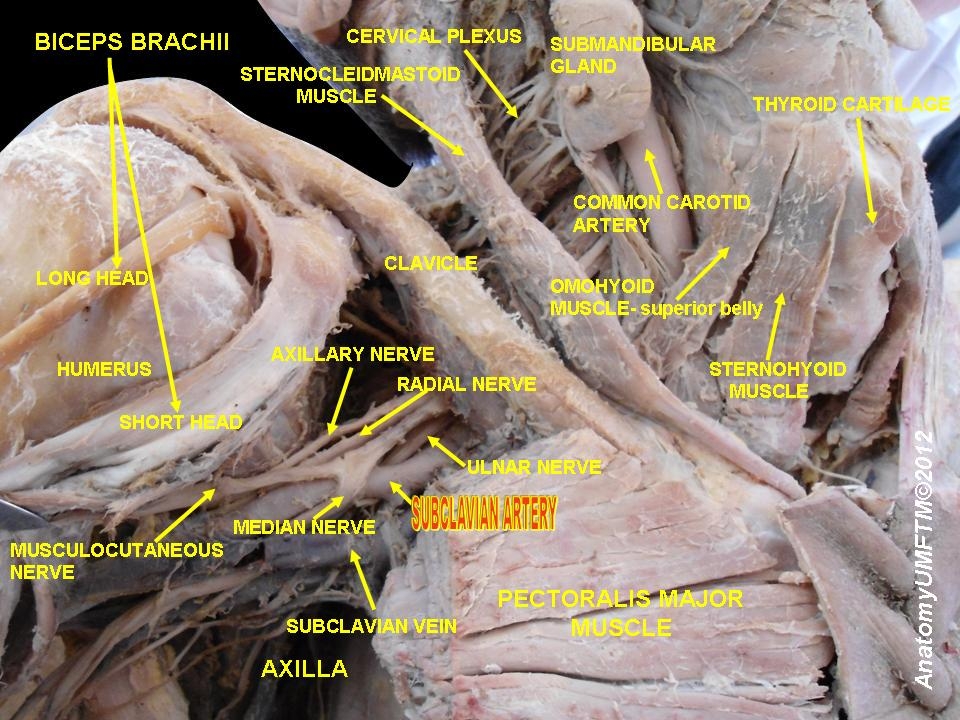
오른쪽 빗장밑동맥
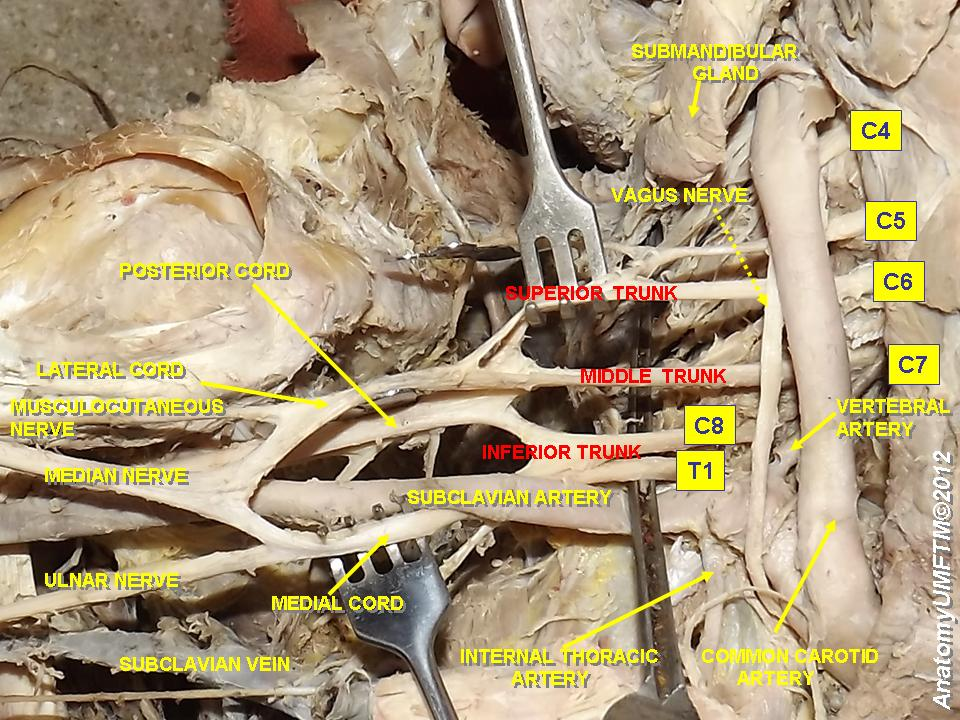
팔신경얼기 및 빗장밑동맥

## 참고 문헌
이 문서는 현재 퍼블릭 도메인에 속하는 그레이 해부학 제20판(1918) page 575의 내용을 기초로 작성된 글이 포함되어 있습니다.